# 欧洲民主青年左翼网络
欧洲民主青年左翼网络（英语：European Network of Democratic Young Left）是一个已不存在的欧洲左翼民主社会主义青年组织网络。该组织存在于1994年5月6日—2016年3月。该组织向所有欧洲民主左翼青年组织开放，并不遵循特定的社会民主主义或共产主义路线。该组织曾隶属于欧洲左翼党。

## 成员
- 丹麦 社会主义青年阵线
- 爱沙尼亚 爱沙尼亚左翼党青年
- 芬兰 左翼青年（英语：Left Youth (Finland)）
- 法國 法国青年共产主义者运动
- 德国 左翼青年Solid
- 德国 青年民主人士/青年左翼（英语：JungdemokratInnen/Junge Linke）
- 希腊 激左盟青年（英语：Syriza Youth）
- 愛爾蘭 新芬共和青年（英语：Ógra Shinn Féin）
- 冰島 青年左翼绿党
- 義大利 青年共产主义者
- 北馬其頓 马其顿青年社会主义者
- 摩尔多瓦 摩尔多瓦共产主义青年联盟
- 挪威 社会主义青年（英语：Socialist Youth (Norway)）
- 波蘭 青年社会主义者
- 葡萄牙 左翼集团
- 西班牙 联合左翼青年区域
- 西班牙 替代青年
- 土耳其 自由和团结党